# Vireó dels tepuis
El vireó dels tepuis (Vireo sclateri) és un ocell de la família dels vireònids (Vireonidae).

## Hàbitat i distribució
Viu a la selva pluvial dels Tepuis al sud de Veneçuela, oest de Guyana i l'adjacent nord del Brasil.